# Epicoma tristis
Epicoma tristis là một loài bướm đêm thuộc họ Thaumetopoeidae. Nó được tìm thấy ở Úc.
Ấu trùng ăn các loài Eucalyptus, Leptospermum và Kunzea.